# Manfred Pahl-Rugenstein

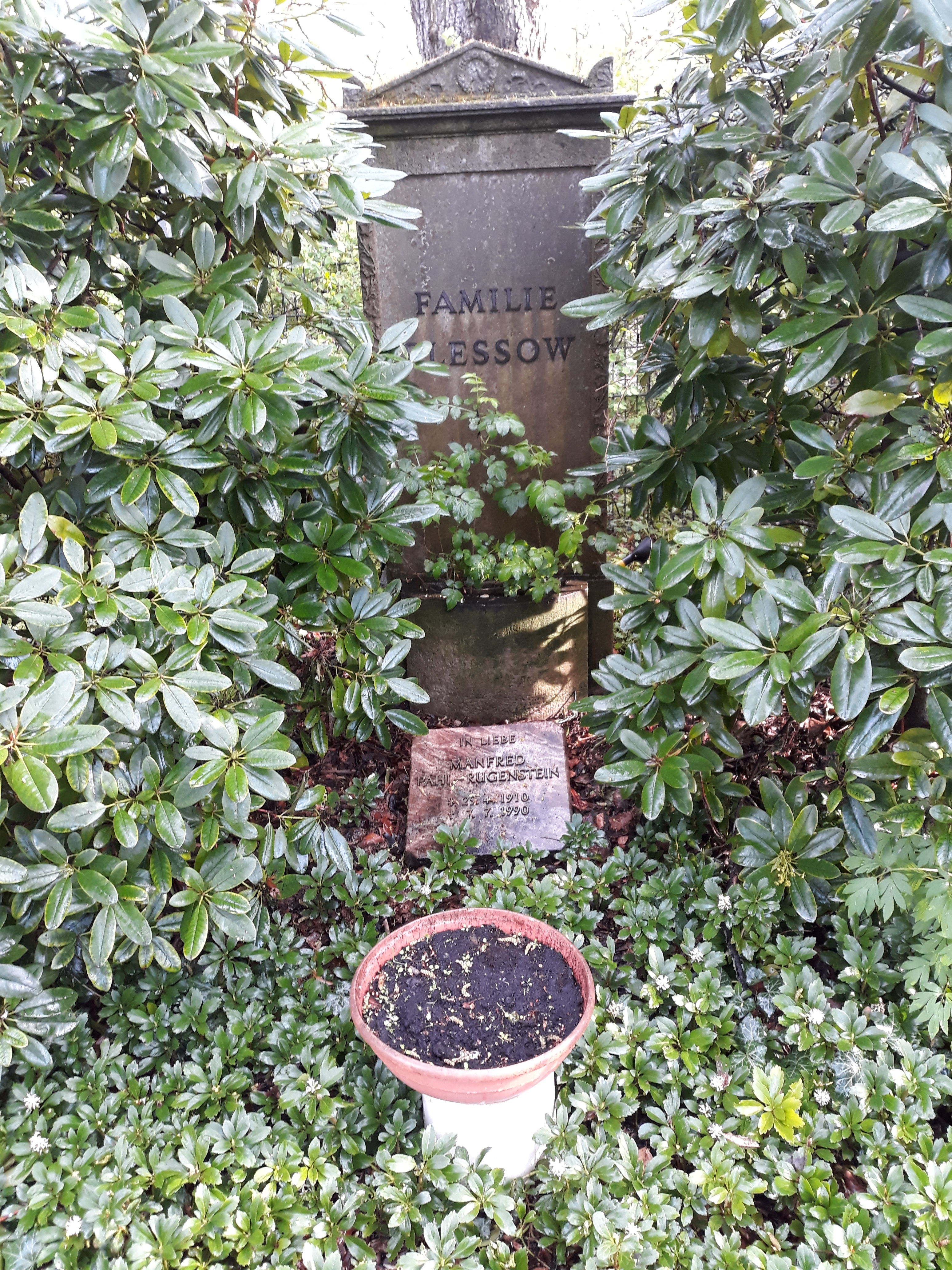
Das Grab von Manfred Pahl-Rugenstein auf dem Friedhof Wilmersdorf in Berlin

Manfred Pahl-Rugenstein (* 29. April 1910 in Hamburg; † 7. Juli 1990 in Berlin) war ein deutscher Verleger.

## Leben
Dem Abitur in Hamburg schloss sich eine kaufmännische Lehre an, bevor sich Pahl-Rugenstein dem Studium der Kunstgeschichte zuwandte.
Nach dem Zweiten Weltkrieg begann sein Engagement in der Friedensbewegung gegen die Wiederbewaffnung und gegen den Eintritt der Bundesrepublik in die NATO. Gemeinsam mit Paul Neuhöffer, Karl Graf von Westphalen und Hermann Etzel gründete er im November 1956 die politische Fachzeitschrift Blätter für deutsche und internationale Politik. Er gehörte von Anbeginn an bis zu seinem Tod zum Herausgeberkreis der Zeitschrift. In das folgende Jahr 1957 fiel die Gründung des Pahl-Rugenstein Verlages in Köln, den er bis 1983 führte und der zum Teil von der DDR-Staatspartei SED finanziert wurde. Danach blieb er Gesellschafter, bis der Verlag nach dem Ende der SED-Finanzierung 1989 Konkurs anmelden musste.
Pahl-Rugenstein war Mitglied der Alternativen Liste für Demokratie und Umweltschutz in Berlin. Er war verheiratet und hatte eine Tochter.